# Mastopoma robustum
Mastopoma robustum är en bladmossart som beskrevs av Brotherus 1928. Mastopoma robustum ingår i släktet Mastopoma och familjen Sematophyllaceae. Inga underarter finns listade i Catalogue of Life.